# Nishida Shūhei
Nishida Shūhei (jap. 西田 修平; * 21. Mai 1910 in Nachi-Katsuura, Präfektur Wakayama; † 13. April 1997 in Tokio) war ein japanischer Leichtathlet, der in den 1930er-Jahren zur Weltspitze im Stabhochsprung zählte. Er gewann zwei olympische Silbermedaillen.
- Bei den Spielen 1932 in Los Angeles übersprang er 4,30 m und unterlag dem siegreichen US-Amerikaner Bill Miller nur um einen einzigen Zentimeter. Der Drittplatzierte, George Jefferson, kam auf 4,20 m.
- Beim Olympischen Stabhochsprungwettbewerb von 1936 in Berlin war das Ergebnis noch knapper: Nishida lag mit übersprungenen 4,25 zwar zehn Zentimeter unter der Leistung von Earle Meadows, der mit 4,35 m Gold gewann, gewann jedoch die Silbermedaille nur aufgrund der geringeren Zahl an Fehlversuchen gegenüber seinem Landmann Ōe Sueo.

Erfolgreich war Nishida insbesondere bei den Summer Student World Championships bzw. den International University Games, den Vorläufern der Universiade. Er gewann drei Medaillen:
- Silber mit 3,70 m 1928 in Paris
- Gold mit 4,11 m 1930 in Darmstadt
- Gold mit 4,30 m 1935 in Budapest

Im Jahr 1930 war er bei den Far East Championships in Tokio mit 4,00 m siegreich. 1951 nahm der 41-jährige an den Asian Games im indischen Neu-Delhi teil und wurde mit übersprungenen 3,61 m Dritter. Über seine Leistungen bei den japanischen Landesmeisterschaften ist nichts überliefert.
Nishida absolvierte die Waseda-Universität. Nach dem Zweiten Weltkrieg war er als Manager der japanischen Leichtathletik-Nationalmannschaft tätig. Ferner war er in den 1950er- und 1960er-Jahren im Vorstand der Amateur-Athleten-Föderation Japans.